# Rainer Hoffschildt
Rainer Hoffschildt (Güstrow, 9 de junio de 1948) es un activista LGBT, historiador y autor alemán, que se ha especializado en la persecución de los homosexuales durante el Tercer Reich.

## Biografía
Tras su infancia en Hoppenrade/Lüdershagen en la Zona de ocupación soviética y su huida de la RDA, vivió en Lubeca y Flensburgo, estudiando posteriormente en la Universidad de Gießen. Trabajó en Hanóver hasta su jubilación.
Desde 1978 participó en la Aktionsgruppe Homosexualität Hannover (HSH), que todavía existe en la actualidad en otra forma y con otros objetivos.
En 1991 el ministro de interior de Baja Sajonia le ofreció un trabajo en el Niedersächsischer Härtefonds für Hilfen an Verfolgte des NS-Regimes in besonderen Notlagen («Fondo de ayuda de la Baja Sajonia para los perseguidos del nazismo en situaciones de precariedad»). 
Hoffschildt alcanzó una cierta notoriedad a través de su libro Olivia, en el que documenta la historia de los homosexuales de Hannover. Es el iniciador del Vereins zur Erforschung der Geschichte der Homosexuellen in Niedersachsen (VEHN; «Asociación para el estudio de la historia de los homosexuales en la Baja Sajonia») y es responsable del Schwullesbisches Archiv Hannover («Archivo gay-lésbico de Hanóver») en Hannover, que documenta el destino de miles de homosexuales perseguidos durante el régimen nazi. Esta documentación ha permitido la colocación de diversos Stolpersteine para homosexuales.
Desde 2005 Rainer Hoffschildt es miembro del consejo asesor de la Stiftung niedersächsische Gedenkstätten («Fundación para los lugares conmemorativos de la Baja Sajonia»).